# Puerta de Hu Lao
La puerta de Hu Lao  (en chino tradicional, 虎牢關; en chino simplificado, 虎牢关; literalmente, ‘paso de la jaula del tigre’)es un paso de montaña al noroeste de Sinkiang, en la provincia de Henan, China. Es el lugar de varias batallas históricas, ya que fue un importante punto de defensa en el camino a Luoyang, capital de varias dinastías.
De entre las distintas batallas aquí desarrolladas, la más célebre es sin embargo la batalla de la Puerta de Hu Lao, una batalla ficticia descrita en el Romance de los Tres Reinos de Luo Guanzhong, cuando las fuerzas aliadas de los señores de la guerra, encabezada por Yuan Shao, intentaron derrocar a Dong Zhuo. Lu Bu fue derrotado aquí por los tres hermanos conjurados, Liu Bei, Guan Yu y Zhang Fei. 
Esta supuesta batalla no está documentada en los Registros de los Tres Reinos (Sanguozhi), la fuente más autorizada sobre la historia de los últimos años de la dinastía Han Oriental y del período de los Tres Reinos.
- Datos: Q841965